# Baeolepis
Baeolepis là chi thực vật có hoa trong họ Apocynaceae.